# Lionel Potillon
Lionel Potillon (Cluny, Francia, 10 de febrero de 1974) es un exfutbolista francés, se desempeñaba como lateral izquierdo y jugó toda su carrera en Francia, salvo una breve estancia en España.

## Clubes
| Club                | País    | Año       | Partidos | Goles |
| CS Louhans-Cuiseaux | Francia | 1991-1994 | 0        | 0     |
| AS Saint-Étienne    | Francia | 1994-2001 | 190      | 9     |
| Paris Saint-Germain | Francia | 2001-2003 | 53       | 0     |
| Real Sociedad       | España  | 2003-2004 | 20       | 0     |
| FC Sochaux          | Francia | 2004-2007 | 35       | 1     |